# GJ 436
GJ 436 (Noquisi) – gwiazda w gwiazdozbiorze Lwa. Znajduje się w odległości 31,88 roku świetlnego od Słońca. Okrąża ją co najmniej jedna planeta.

## Nazwa
Gwiazda ma nazwę własną Noquisi, która została wybrana w konkursie NameExoWorlds zorganizowanym w 2022 roku przez Międzynarodową Unię Astronomiczną. Nazwa ta oznacza „gwiazda” w języku Czirokezów (czirokeski ᏃᏈᏏ). Spośród nadesłanych propozycji zwyciężyła nazwa Noquisi dla gwiazdy i Awohali dla planety.

## Charakterystyka
Jest to czerwony karzeł, gwiazda ciągu głównego o typie widmowym M3. Ma temperaturę około 3680 K, a jej jasność to ok. 1% jasności Słońca. Masa tej gwiazdy to 45% masy Słońca, a jej promień to 46% promienia Słońca.

## Układ planetarny
Gwiazdę GJ 436 obiega w niewielkiej odległości planeta GJ 436 b, której istnienie ogłoszono w 2004 roku. Odkryto ją dzięki tranzytom na tle gwiazdy. To zjawisko pozwoliło odkryć, że ma nie tylko masę, ale i rozmiary zbliżone do Neptuna.
W styczniu 2008 roku doniesiono o odkryciu drugiej planety w tym układzie, GJ 436 c. Wstępne wyniki wskazywały, że ma ona masę niecałych 5 M🜨, co czyniło ją najlżejszą odkrytą dotąd planetą pozasłoneczną (w układzie gwiazdy ciągu głównego). Jednak dokładniejsze analizy tranzytów GJ 436 b nie potwierdziły jej istnienia i odkrycie zostało oficjalnie odwołane 21 maja tego samego roku.
W 2012 przy pomocy Kosmicznego Teleskopu Spitera wskazano na możliwość istnienia innej planety orbitującej wokół GJ 436, oznaczonej UCF-1.01. Planeta ta miałaby być mniejsza od Ziemi, ze średnicą około dwóch trzecich średnicy Ziemi, krążyć bardzo blisko gwiazdy, z okresem orbitalnym wynosi 1,4 ziemskiego dnia. Możliwe jest także istnienie trzeciej planety, UCF-1.02, ale jej istnienie także nie zostało jeszcze potwierdzone.
| Towarzysz | Masa [M🜨]  | Promień [R🜨] | Okres orbitalny [d] | Półoś wielka [au] | Ekscentryczność    | Inklinacja [°] |
| b         | 22,3 ± 1,7 | 4,3          | 2,64394 ± 9,9×10−5  | 0,02887 ± 0,00095 | 0,191 +0,045−0,057 | 85,8 ± 0,25    |